# رافد احمد الوان

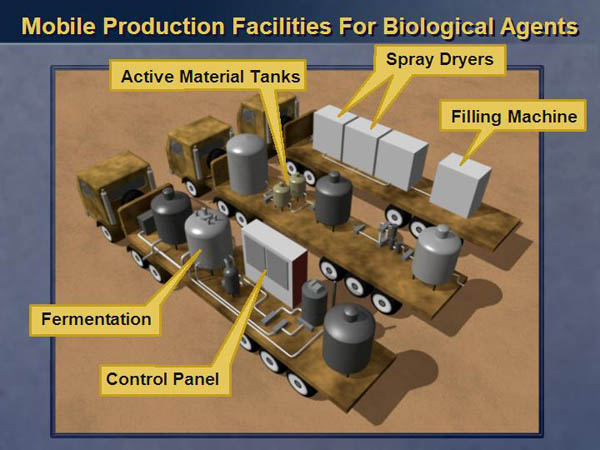
نمونه کارخانه‌های مورد ادعا

رافد احمد الوان الجنابی (به عربی: رافد أحمد علوان) یک شهروند و مهندس شیمی عراقی بود که در سال ۱۹۹۹ مجبور به ترک این کشور شد و ادعای کار کردن در کارخانه‌های تولید بمب شیمیایی قابل حمل را داشت. ادعاهای او در گزارش نهایی گروه تحقیق عراق تکذیب شد.